# Elecciones municipales de La Matanza de 2023
Las elecciones en el partido de La Matanza de 2023 se realizaron el 22 de octubre junto con las elecciones nacionales y provinciales. Ese día se eligieron intendente, concejales y consejeros escolares. El peronista Fernando Espinoza derrotó al candidato libertario David Adrián Martínez, resultando reelecto y obteniendo su cuarto periodo como intendente del partido. Así, se mantiene la hegemonía del Partido Justicialista desde 1983.
Para obtener al menos una banca en el Concejo Deliberante, se necesita el 8,33 % de los votos. En las elecciones de 2021 solo superaron el umbral el Frente de Todos, Juntos por el Cambio y el Frente de Izquierda.

## Renovación del Concejo Deliberante
En los comicios se renovará la mitad del Concejo Deliberante, que cuenta con 24 bancas:
| Bloque | Bloque                                   | Bancas | Bancas a renovar |
| ------ | ---------------------------------------- | ------ | ---------------- |
|        | Frente de Todos                          | 15     | 9                |
|        | Juntos por el Cambio                     | 7      | 3                |
|        | Partido Obrero en el Frente de Izquierda | 1      | 0                |
|        | PTS en el Frente de Izquierda            | 1      | 0                |
| Total  | Total                                    | 24     | 12               |

Con los resultados se produjo un retroceso de Unión por la Patria, perdiendo dos bancas en el concejo, de 15 a 13, pero conservando el quorum propio de 12 concejales. También se produjo la irrupción de La Libertad Avanza con 3 concejales y la pérdida de uno por parte de Juntos por el Cambio. El Frente de Izquierda conserva sus dos escaños al no renovar ninguna banca.
| Bloque | Bloque                                   | Bancas obtenidas | Bancas totales |
| ------ | ---------------------------------------- | ---------------- | -------------- |
|        | Unión por la Patria                      | 7                | 13             |
|        | Juntos por el Cambio                     | 2                | 6              |
|        | La Libertad Avanza                       | 3                | 3              |
|        | PTS en el Frente de Izquierda            | 0                | 1              |
|        | Partido Obrero en el Frente de Izquierda | 0                | 1              |
| Total  | Total                                    | 12               | 24             |

## Candidatos
| Logo | Logo | Partido/alianza                              | Partidos en la alianza | Lista                          | Candidato/a a intendente/a | Candidato/a a intendente/a                                                 |
| ---- | ---- | -------------------------------------------- | --- | ------------------------------ | -------------------------- | -------------------------------------------------------------------------- |
|      |      | Unión por la Patria                          | Ver lista - Partido Justicialista - Partido de la Victoria - Frente Renovador - Frente Grande - Nuevo Encuentro por la Democracia y la Equidad - Kolina - Política Abierta para la Integridad Social - Partido Comunista - Partido del Trabajo y del Pueblo - Instrumento electoral por la Unidad Popular - Partido Solidario - Partido de la Cultura, la Educación y el Trabajo                                                      | Celeste y Blanca 2             |                            | Fernando Espinoza (PJ) Intendente de La Matanza (2005-2015, 2019-presente) |
|      |      | La Libertad Avanza                           | Ver lista - Unión por Todos - Unión Celeste y Blanco - Partido Demócrata - Partido Fe - Partido Integrar - Movimiento de Integración y Desarrollo | Libertad por Siempre           |                            | David Adrián Martínez "El Dipy" (Ind.) Cantante                            |
|      |      | Juntos por el Cambio                         | Ver lista - Unión Cívica Radical - Partido Nacionalista Constitucional - UNIR - Generación para un Encuentro Nacional - Partido Lealtad y Dignidad de Buenos Aires - Partido Demócrata Progresista - Coalición Cívica ARI - Partido del Diálogo - Propuesta Federal para el Cambio - Propuesta Republicana - Partido Integrar - Alternativa Vecinal - Partido Socialista - Espacio Abierto para el Desarrollo y la Integración Social | La Fuerza del Cambio           |                            | Lalo Creus (AV) Concejal de La Matanza (desde 2019)                        |
|      |      | Frente de Izquierda y de Trabajadores-Unidad | Ver lista - Partido del Obrero - Partido de Trabajadores por el Socialismo - Izquierda por una Opción Socialista - Nueva Izquierda | Unir y Fortalecer la Izquierda |                            | Natalia Hernández (PTS) Concejal de La Matanza (desde 2021)                |

### Primarias
Estos candidatos no recibieron al menos el 1,5% de los votos válidos en las elecciones primarias para pasar a las elecciones generales, o resultaron derrotados en sus internas partidarias.
| Logo                | Logo | Partido/alianza                              | Partidos en la alianza | Lista | Candidato/a a intendente/a | Candidato/a a intendente/a                                           |
| ------------------- | ---- | -------------------------------------------- | --- | --- | -------------------------- | -------------------------------------------------------------------- |
|                     |      | Unión por la Patria                          | Ver lista - Partido Justicialista - Partido de la Victoria - Frente Renovador - Frente Grande - Nuevo Encuentro por la Democracia y la Equidad - Kolina - Política Abierta para la Integridad Social - Partido Comunista - Partido del Trabajo y del Pueblo - Instrumento electoral por la Unidad Popular - Partido Solidario - Partido de la Cultura, la Educación y el Trabajo                                                      | Celeste y Blanca 4                                                                                        |                            | Patricia Cubría (ME) Diputada provincial (desde 2019)                |
| Celeste y Blanca 32 |      | Unión por la Patria                          | Ver lista - Partido Justicialista - Partido de la Victoria - Frente Renovador - Frente Grande - Nuevo Encuentro por la Democracia y la Equidad - Kolina - Política Abierta para la Integridad Social - Partido Comunista - Partido del Trabajo y del Pueblo - Instrumento electoral por la Unidad Popular - Partido Solidario - Partido de la Cultura, la Educación y el Trabajo                                                      | María Laura Ramírez (PJ) Directora de Asistencia Crítica del Ministerio de Desarrollo Social (desde 2022) |                            |                                                                      |
|                     |      | Juntos por el Cambio                         | Ver lista - Unión Cívica Radical - Partido Nacionalista Constitucional - UNIR - Generación para un Encuentro Nacional - Partido Lealtad y Dignidad de Buenos Aires - Partido Demócrata Progresista - Coalición Cívica ARI - Partido del Diálogo - Propuesta Federal para el Cambio - Propuesta Republicana - Partido Integrar - Alternativa Vecinal - Partido Socialista - Espacio Abierto para el Desarrollo y la Integración Social | Falta Menos para Vivir sin Miedo                                                                          |                            | Héctor Toty Flores (CC-ARI) Diputado nacional (2007-2011, 2017-2021) |
| Evolución           |      | Juntos por el Cambio                         | Ver lista - Unión Cívica Radical - Partido Nacionalista Constitucional - UNIR - Generación para un Encuentro Nacional - Partido Lealtad y Dignidad de Buenos Aires - Partido Demócrata Progresista - Coalición Cívica ARI - Partido del Diálogo - Propuesta Federal para el Cambio - Propuesta Republicana - Partido Integrar - Alternativa Vecinal - Partido Socialista - Espacio Abierto para el Desarrollo y la Integración Social | Josefina Mendoza (UCR) Diputada nacional (2017-2021)                                                      |                            |                                                                      |
|                     |      | Frente de Izquierda y de Trabajadores-Unidad | Ver lista - Partido del Obrero - Partido de Trabajadores por el Socialismo - Izquierda por una Opción Socialista - Nueva Izquierda | Unidad de Luchadores y la Izquierda                                                                       |                            | Juan Romero (PO) Concejal de La Matanza (desde 2021)                 |
|                     |      | Principios y Valores                         | Partido sin alianza | Tierra, Techo y Trabajo                                                                                   |                            | Alberto Samid                                                        |
|                     |      | Partido Celeste Provida                      | Partido sin alianza | Lista Celeste                                                                                             |                            | Fabián Raúl Martínez (PCP)                                           |
|                     |      | Frente Patriota Federal                      | Partido sin alianza | Primero la Patria                                                                                         |                            | Carlos Alberto Castro                                                |
| Azul y Blanco       |      | Frente Patriota Federal                      | Partido sin alianza | José Alberto Céliz                                                                                        |                            |                                                                      |
|                     |      | Movimiento Libres del Sur                    | Partido sin alianza | Azul y Rojo                                                                                               |                            | Norma Sánchez                                                        |
|                     |      | Política Obrera                              | Partido sin alianza | Unidad Obrera                                                                                             |                            | Mariano Hermida                                                      |
|                     |      | Todos por Buenos Aires                       | Partido sin alianza | Toba |                            | Ramón Pachaco                                                        |
|                     |      | Unidad Social                                | Partido sin alianza | Unidad |                            | Roque Javier Aguero                                                  |
|                     |      | Vocación Social                              | Partido sin alianza | Valores y Solidaridad                                                                                     |                            | Carlos Sandro González                                               |
|                     |      | Política Abierta para la Integración Social  | Partido sin alianza | País |                            | Claudia Álvarez                                                      |
|                     |      | Frente Federal de Acción Solidaria           | Partido sin alianza | Acción y Solidaridad                                                                                      |                            | Hugo Radame Chalin                                                   |
|                     |      | Avanzada Socialista                          | Partido sin alianza | Izquierda Anticapitalista                                                                                 |                            | Soledad Rojas                                                        |
|                     |      | Esperanza del Pueblo                         | Partido sin alianza | Esperanza                                                                                                 |                            | Miguel Ángel Peralta                                                 |
|                     |      | Corriente de Pensamiento Bonaerense          | Partido sin alianza | Corriente de Pensamiento Auténtica                                                                        |                            | Walter González                                                      |
|                     |      | Encuentro Republicano Federal                | Partido sin alianza | Encuentro con la Gente                                                                                    |                            | Elías Samuel Roldan                                                  |
|                     |      | Liber.AR                                     | Partido sin alianza | Anticorrupción                                                                                            |                            | Eduardo Maidana                                                      |
|                     |      | Movimiento de Integracion Federal            | Partido sin alianza | Defendamos la Provincia                                                                                   |                            | Víctor Fabián Reale                                                  |
|                     |      | Buenos Aires Primero                         | Partido sin alianza | Única |                            | Juan Carlos Ferreira                                                 |
|                     |      | Confianza Pública                            | Partido sin alianza | Valores en Acción                                                                                         |                            | Ricardo Rodriguez                                                    |
|                     |      | Proyecto Joven                               | Partido sin alianza | Frente Joven                                                                                              |                            | José Manuel Mussa                                                    |

## Encuestas de opinión
| Fecha                             | Encuestadora                  | Muestra |       |       |       |      | Otros | Blanco | Indecisos | Ventaja |  |
| --------------------------------- | ----------------------------- | ------- | ----- | ----- | ----- | ---- | ----- | ------ | --------- | ------- |  |
| Fecha                             | Encuestadora                  | Muestra |       |       |       |      | Otros | Blanco | Indecisos | Ventaja |  |
| 22 de octubre de 2023             | Elecciones generales          | -       | 53,73 | 18,44 | 22,41 | 5,43 | -     | 10,11  | -         | 31,32   |  |
|                                   |                               |         |       |       |       |      |       |        |           |         |  |
| 13 de agosto de 2023              | Elecciones primarias          | -       | 45,01 | 22,66 | 23,19 | 4,99 | 4,14  | 10,63  | -         | 21,82   |  |
|                                   |                               |         |       |       |       |      |       |        |           |         |  |
| 30 de julio - 3 de agosto de 2023 | Clivajes Consultores          | 1.240   | 44,3  | 24,1  | 8,6   | 2,4  | 2,7   | 6,0    | 11,9      | 20,3    |  |
| 28 de julio - 2 de agosto de 2023 | Federico González & Asociados | 1.050   | 43,5  | 24,2  | 9,1   | 2,1  | 2,5   | 6,6    | 12,0      | 17,7    |  |
| 8 - 13 de julio de 2023           | UNLaM                         | 1.060   | 39,7  | 22    | 9,5   | 2,7  | 2,0   | 8,7    | 15,4      | 17,7    |  |
| 18 - 29 de mayo de 2023           | Germano Consultores           | -       | 40    | 23    | 21    | 9    | -     | -      | -         | 17      |  |
| 12 - 17 de abril de 2023          | Articulat Consulting          | 1.000   | 44,1  | 18,8  | 16    | 4,6  | 0,8   | 7      | 8,6       | 25,3    |  |
| Febrero de 2023                   | Aresco                        | -       | 43,4  | 23,2  | 10,7  | 6,4  | 4,2   | 4,3    | 7,8       | 20,2    |  |
|                                   |                               |         |       |       |       |      |       |        |           |         |  |
| 14 de noviembre de 2021           | Elecciones legislativas       | -       | 46,63 | 28,33 | -     | 9,68 | 15,36 | 4,24   | -         | 18,3    |  |

## Resultados

### Primarias
Habilitado para las elecciones generales
| Partido/Alianza                     | Partido/Alianza                              | Lista                              | Precandidato a intendente | Interna               | Interna               | Partido   | Partido                |
| Partido/Alianza                     | Partido/Alianza                              | Lista                              | Precandidato a intendente | Votos                 | %                     | Votos     | % (de votos positivos) |
| ----------------------------------- | -------------------------------------------- | ---------------------------------- | ------------------------- | --------------------- | --------------------- | --------- | ---------------------- |
|                                     | Unión por la Patria                          | Celeste y Blanca 2                 | Fernando Espinoza         | 180.257               | 59,69                 | 301.967   | 45,01                  |
| Celeste y Blanca 4                  | Unión por la Patria                          | Patricia Cubría                    | 114.563                   | 37,94                 |                       | 301.967   | 45,01                  |
| Celeste y Blanca 32                 | Unión por la Patria                          | María Laura Ramírez                | 7.147                     | 2,37                  |                       | 301.967   | 45,01                  |
|                                     | La Libertad Avanza                           | Libertad por Siempre               | David Adrián Martínez     | —                     | —                     | 155.547   | 23,19                  |
|                                     | Juntos                                       | La Fuerza del Cambio               | Lalo Creus                | 70.661                | 46,47                 | 152.047   | 22,66                  |
| Falta Menos para Vivir sin Miedo    | Juntos                                       | Héctor Toty Flores                 | 43.854                    | 28,84                 |                       | 152.047   | 22,66                  |
| Evolución                           | Juntos                                       | Josefina Mendoza                   | 37.532                    | 24,68                 |                       | 152.047   | 22,66                  |
|                                     | Frente de Izquierda y de Trabajadores-Unidad | Unir y Fortalecer la Izquierda     | Natalia Hernández         | 20.617                | 61,65                 | 33.444    | 4,99                   |
| Unidad de Luchadores y la Izquierda | Frente de Izquierda y de Trabajadores-Unidad | Juan Romero                        | 12.827                    | 38,35                 |                       | 33.444    | 4,99                   |
|                                     | Principios y Valores                         | Tierra, Techo y Trabajo            | Alberto Samid             | —                     | —                     | 6.478     | 0,97                   |
|                                     | Movimiento Libres del Sur                    | Azul y Rojo                        | Norma Sánchez             | —                     | —                     | 3.396     | 0,51                   |
|                                     | Frente Patriota                              | Primero la Patria                  | Carlos Alberto Castro     | 1.879                 | 76,88                 | 2.444     | 0,36                   |
| Azul y Blanco                       | Frente Patriota                              | José Alberto Céliz                 | 565                       | 23,12                 |                       | 2.444     | 0,36                   |
|                                     | Movimiento Avanzada Socialista               | Izquierda Anticapitalista          | Soledad Rojas             | —                     | —                     | 2.408     | 0,36                   |
|                                     | Política Obrera                              | Unidad Obrera                      | Mariano Hermida           | —                     | —                     | 1.871     | 0,28                   |
|                                     | Partido Celeste Provida                      | Celeste                            | Fabián Raúl Martínez      | —                     | —                     | 1.800     | 0,27                   |
|                                     | Corriente de Pensamiento Bonaerense          | Corriente de Pensamiento Auténtica | Walter González           | —                     | —                     | 1.762     | 0,26                   |
|                                     | Partido Autonomista                          | Autonomista                        | Hugo Allende              | —                     | —                     | 1.090     | 0,16                   |
|                                     | Movimiento de Integración Federal            | Defendamos la Provincia            | Víctor Fabián Reale       | —                     | —                     | 870       | 0,13                   |
|                                     | Frente Federal de Acción Solidaria           | Acción y Solidaridad               | Hugo Radame Chalin        | —                     | —                     | 858       | 0,13                   |
|                                     | Buenos Aires Primero                         | Única                              | Juan Carlos Ferreira      | —                     | —                     | 768       | 0,11                   |
|                                     | Vocación Social                              | Valores y Solidaridad              | Carlos Sandro González    | —                     | —                     | 678       | 0,10                   |
|                                     | Justicia y Dignidad Patriótica               | Justicia y Dignidad                | Joan Román Emilio Ramírez | —                     | —                     | 626       | 0,09                   |
|                                     | Proyecto Joven                               | Frente Joven                       | José Manuel Mussa         | —                     | —                     | 575       | 0,09                   |
|                                     | Unidad Social                                | Unidad                             | Roque Javier Agüero       | —                     | —                     | 565       | 0,08                   |
|                                     | Todos por Buenos Aires                       | Toba                               | Ramón Pachaco             | —                     | —                     | 564       | 0,08                   |
|                                     | Confianza Pública                            | Valores en Acción                  | Ricardo Rodríguez         | —                     | —                     | 552       | 0,08                   |
|                                     | Política Abierta para la Integración Social  | País                               | Claudia Álvarez           | —                     | —                     | 537       | 0,08                   |
|                                     | Liber.AR                                     | Anticorrupción                     | Eduardo Maidana           | —                     | —                     | 0         | 0,00                   |
|                                     | Esperanza del Pueblo                         | Esperanza                          | Miguel Ángel Peralta      | —                     | —                     | 0         | 0,00                   |
| Votos positivos                     | Votos positivos                              | Votos positivos                    | Votos positivos           | Votos positivos       | Votos positivos       | 670.847   | 88,46                  |
| Votos en blanco                     | Votos en blanco                              | Votos en blanco                    | Votos en blanco           | Votos en blanco       | Votos en blanco       | 80.590    | 10,63                  |
| Votos nulos                         | Votos nulos                                  | Votos nulos                        | Votos nulos               | Votos nulos           | Votos nulos           | 6.961     | 0,92                   |
| Participación                       | Participación                                | Participación                      | Participación             | Participación         | Participación         | 758.398   | 64,27                  |
| Electores habilitados               | Electores habilitados                        | Electores habilitados              | Electores habilitados     | Electores habilitados | Electores habilitados | 1.180.085 | 100                    |
| Fuente: Escrutinio definitivo       |                                              |                                    |                           |                       |                       |           |                        |

### Generales
|                               | Unión por la Patria                          | Fernando Espinoza     | 418.256   | 53,73 | 7 |
|                               | La Libertad Avanza                           | David Adrián Martínez | 174.430   | 22,41 | 3 |
|                               | Juntos por el Cambio                         | Lalo Creus            | 143.504   | 18,44 | 2 |
|                               | Frente de Izquierda y de Trabajadores-Unidad | Natalia Hernández     | 42.231    | 5,43  |   |
| Votos positivos               | Votos positivos                              | Votos positivos       | 778.421   | 89,37 |   |
| Votos en blanco               | Votos en blanco                              | Votos en blanco       | 88.085    | 10,11 |   |
| Votos válidos                 | Votos válidos                                | Votos válidos         | 866.506   | 99,48 |   |
| Votos nulos                   | Votos nulos                                  | Votos nulos           | 4.542     | 0,52  |   |
| Participación                 | Participación                                | Participación         | 871.048   | 73,81 |   |
| Electores habilitados         | Electores habilitados                        | Electores habilitados | 1.180.085 | 100   |   |
| Fuente: Escrutinio definitivo |                                              |                       |           |       |   |

#### Resultados por circuito
| Circuito electoral                          | Espinoza                        | Espinoza | Martínez | Martínez | Creus   | Creus  | Hernández | Hernández | Blancos/Nulos | Blancos/Nulos | Participación | Participación |       |   |       |   |
| Circuito electoral                          | Votos                           | %        | Votos    | %        | Votos   | %      | Votos     | %         | Blancos/Nulos | Blancos/Nulos | Participación | Participación | Votos | % | Votos | % |
| ------------------------------------------- | ------------------------------- | -------- | -------- | -------- | ------- | ------ | --------- | --------- | ------------- | ------------- | ------------- | ------------- | ----- | - | ----- | - |
| Circuito electoral                          | 626 (San Justo/Villa Luzuriaga) | 14.060   | 37,16    | 8.974    | 23,71   | 12.296 | 32,49     | 2.511     | 6,64          | 3.560         | 8,60          | 41.401        | 80,27 |   |       |   |
| 626A (San Justo/Isidro Casanova)            | 12.112                          | 44,53    | 6.741    | 24,79    | 6.510   | 23,94  | 1.834     | 6,74      | 3.213         | 10,57         | 30.410        | 80,06         |       |   |       |   |
| 627 (Lomas del Mirador/San Justo)           | 4.875                           | 39,76    | 3.051    | 24,88    | 3.549   | 28,96  | 785       | 6,40      | 1.318         | 9,71          | 13.578        | 79.96         |       |   |       |   |
| 628 (Ramos Mejía/Lomas del Mirador)         | 10.838                          | 28,87    | 8.294    | 22,09    | 16.111  | 42,92  | 2.296     | 6,12      | 2.937         | 7,26          | 40.476        | 80,60         |       |   |       |   |
| 629 (Villa Luzuriaga)                       | 12.334                          | 54,02    | 5.308    | 23,25    | 3.743   | 16,39  | 1.446     | 6,34      | 2.499         | 9,87          | 25.330        | 81,12         |       |   |       |   |
| 629A (Rafael Castillo/Isidro Casanova)      | 22.488                          | 56,79    | 8.769    | 22,15    | 5.965   | 15,07  | 2.374     | 5,99      | 4.823         | 10,86         | 44.419        | 81,82         |       |   |       |   |
| 629B (Isidro Casanova)                      | 17.650                          | 59,86    | 6.344    | 21,52    | 3.951   | 13,40  | 1.540     | 5,22      | 3.768         | 11,33         | 33.253        | 81,59         |       |   |       |   |
| 630 (Ramos Mejía)                           | 8.732                           | 34,32    | 5.731    | 22,55    | 9.210   | 36,23  | 1.745     | 6,90      | 2.232         | 8,07          | 27.650        | 79,48         |       |   |       |   |
| 631 (La Tablada/Lomas del Mirador)          | 9.289                           | 44,27    | 5.415    | 25,81    | 4.957   | 23,63  | 1.320     | 6,29      | 2.255         | 9,71          | 23.236        | 79,45         |       |   |       |   |
| 631A (Ciudad Evita)                         | 16.480                          | 56,37    | 6.448    | 22,06    | 4.804   | 16,43  | 1.502     | 5,14      | 3.840         | 11,61         | 33.074        | 77,61         |       |   |       |   |
| 631B (Ciudad Evita)                         | 2.629                           | 37,00    | 1.854    | 26,09    | 2.240   | 31,52  | 382       | 5,39      | 682           | 8,76          | 7.787         | 80,41         |       |   |       |   |
| 631C (Isidro Casanova)                      | 7.535                           | 55,01    | 3.169    | 23,14    | 2.159   | 15,76  | 835       | 6,09      | 1.594         | 10,42         | 15.292        | 81,84         |       |   |       |   |
| 631D (San Justo)                            | 14.565                          | 54,19    | 5.978    | 22,24    | 4.795   | 17,84  | 1.540     | 5,73      | 3.366         | 11,13         | 30.244        | 79,41         |       |   |       |   |
| 632 (Aldo Bonzi)                            | 3.323                           | 39,63    | 2.238    | 26,70    | 2.316   | 27,63  | 506       | 6,04      | 771           | 8,42          | 9.154         | 81,89         |       |   |       |   |
| 632A (La Tablada)                           | 4.314                           | 46,80    | 2.323    | 25,20    | 2.012   | 21,83  | 570       | 6,17      | 1.080         | 10,49         | 10.299        | 83,12         |       |   |       |   |
| 632B (San Justo)                            | 1.060                           | 39,76    | 712      | 26,71    | 739     | 27,72  | 155       | 5,81      | 318           | 10,66         | 2.984         | 82,84         |       |   |       |   |
| 633 (Tapiales/Villa Madero/Ciudad Celina)   | 16.651                          | 41,99    | 10.846   | 27,36    | 9.828   | 24,78  | 2.325     | 5,87      | 4.414         | 10,02         | 44.064        | 76,99         |       |   |       |   |
| 634 (La Tablada/Lomas del Mirador)          | 9.593                           | 45,21    | 5.194    | 24,48    | 5.213   | 24,57  | 1.220     | 5,74      | 2.265         | 9,66          | 23.485        | 78,95         |       |   |       |   |
| 635 (Rafael Castillo/Gregorio de Laferrere) | 45.531                          | 62,94    | 15.119   | 20,89    | 8.147   | 11,26  | 3.545     | 4,91      | 9.713         | 11,84         | 82.055        | 78,70         |       |   |       |   |
| 635A (González Catán)                       | 42.685                          | 62,26    | 14.157   | 20,65    | 8.509   | 12,41  | 3.213     | 4,68      | 9.038         | 11,64         | 77.602        | 78,81         |       |   |       |   |
| 635B (Gregorio de Laferrere)                | 48.698                          | 60,33    | 17.470   | 21,65    | 10.394  | 12,87  | 4.155     | 5,15      | 9.288         | 10,32         | 90.005        | 80,89         |       |   |       |   |
| 635C (González Catán)                       | 26.782                          | 63,73    | 8.852    | 21,07    | 4.403   | 10,48  | 1.987     | 4,83      | 5.519         | 11,61         | 47.543        | 80,67         |       |   |       |   |
| 635D (Virrey del Pino)                      | 21.457                          | 63,73    | 7.365    | 21,88    | 3.314   | 9,84   | 1.531     | 4,55      | 5.152         | 13,27         | 38.819        | 78,11         |       |   |       |   |
| 635E (Virrey del Pino)                      | 22.581                          | 64,52    | 7.566    | 21,62    | 3.265   | 9,33   | 1.585     | 4,53      | 5.562         | 13,71         | 40.559        | 79,23         |       |   |       |   |
| 635F (20 de Junio)                          | 381                             | 46,69    | 242      | 29,66    | 158     | 19,36  | 35        | 4,29      | 125           | 13,28         | 941           | 75,70         |       |   |       |   |
| Total                                       | 396.679                         | 53,29    | 167.731  | 22,51    | 139.062 | 18,68  | 42.231    | 5,52      | 89.250        | 10,70         | 833.660       | 79,75         |       |   |       |   |

## Galería

Resultados de Unión por la Patria por circuito electoral
Resultados de Juntos por el Cambio por circuito electoral